# هاري أندرو مور
هاري أندرو مور هو سياسي كندي، ولد في 21 فبراير 1914 في وتاسكوين في كندا، وتوفي بنفس المكان في 3 يوليو 1998. حزبياً، نشط في الحزب الكندي التقدمي المحافظ. وقد انتخب عضو مجلس العموم الكندي.